# Рава (Задар)
Рава је насељено место у саставу града Задра у Задарској жупанији, Република Хрватска.

## Географија
Насеље се налази на истоименом острву Рава.

## Историја
До територијалне реорганизације у Хрватској насеље се налазило у саставу старе општине Задар.

## Становништво
На попису становништва 2011. године, Рава је имала 117 становника.